# Ripabottoni
Ripabottoni – miejscowość i gmina we Włoszech, w regionie Molise, w prowincji Campobasso.
Według danych na rok 2004 gminę zamieszkiwały 673 osoby, 21,7 os./km².